# Addis Ketema
Addis Ketema (en amharique አዲስ ከተማ, « nouvelle ville ») est l'un des dix districts (en amharique ክፍለ ከተማ, transcription en alphabet latin kifle ketema, généralement traduit en anglais par subcity) d'Addis-Abeba, la capitale de l'Éthiopie. Situé au nord-ouest de la ville, il représente une superficie de 7,41 km2 pour une population de 271 644 habitants.

## Sources
- Addis Ketema Sub-city Administration sur Addis Ababa City Government